# Alcon Entertainment
Alcon Entertainment, LLC é uma produtora norte-americana de filmes, fundada em 1997 pelos produtores Broderick Johnson e Andrew Kosove. Desde a sua criação, Alcon Entertainment tem desenvolvido e financiado filmes que são distribuídos pela Warner Bros., após um acordo de distribuição de dez anos.

## Empresa
Alcon Entertainment foi criada em janeiro de 1997, e fundada por Broderick Johnson e Andrew Kosove, que são os co-presidentes da empresa. A empresa tem sede em Santa Monica Boulevard em Los Angeles, Califórnia. Ambos Johnson e Kosove apresentaram a proposta ao fundador e presidente da FedEx, Frederick W. Smith, sugerindo criar uma companhia de cinema independente, apoiado por uma empresa maiúscula individual ou, alinhado com um grande estúdio num acordo de distribuição exclusivo que iria gerar lucros sobre os ativos protegidos por direitos autorais ao longo de um determinado período de tempo. O
primeiro longa-metragem importante da Alcon foi a comédia 1999 Lost & Found. Em março de 2000, após o sucesso de seu segundo filme Meu Cachorro Skip, Alcon entrou em um acordo de distribuição mundial exclusiva com Warner Bros.. O acordou colocou a Warner Bros. como responsável pela distribuição de um mínimo de 10 filmes produzidos e financiados pela Alcon ao longo dos próximos cinco anos. O acordo também permitiu a Warner Bros. co-financiar determinados projetos com a Alcon. Filmes e gravação de som de AllBusiness.com]A Alcon e Warner Bros. assinaram um novo acordo em fevereiro de 2006, continuando a sua relação de oito anos, e a Warner vai continuar distribuindo os filmes desenvolvidos e financiados pela Alcon. 